# August Bertz
August Bertz (Lebensdaten unbekannt) war ein deutscher Fußballspieler.

## Karriere

### Vereine
Bertz gehörte dem TuS Helene Altenessen als Stürmer an, für den er die Saison 1940/41 und 1941/42 in der Gauliga Niederrhein, eine von zunächst 16, später auf 23 aufgestockten Gauligen zur Zeit des Nationalsozialismus als einheitlich höchste Spielklasse im Deutschen Reich, Punktspiele bestritt. Mit seinem Verein – als Neuling in die Spielklasse aufgestiegen – wurde er am Saisonende mit einem Punkt Vorsprung vor Rot-Weiss Essen auch Gaumeister. Mit diesem Erfolg war seine Mannschaft als Teilnehmer an der Endrunde um die Deutsche Meisterschaft berechtigt. In der in vier Gruppen, zwei davon in zwei Untergruppen unterteilt, mit drei bzw. vier Mannschaften ausgetragenen Meisterschaft, bestritt er die ersten vier Spiele der Gruppe 3, wobei er sein Debüt am 6. Mai 1941 beim 1:1-Unentschieden bei Kickers Offenbach gab. Im zweiten Gruppenspiel am 20. April 1941 beim 5:2-Sieg über den FC Mühlhausen 93 erzielte er drei Tore. Als Drittplatzierter war der Wettbewerb für ihn und seine Mannschaft beendet, da nur die Gruppensieger ins Halbfinale gelangten. Am 20. Juli 1941 bestritt er mit dem Wiederholungsspiel der 1. Runde im Wettbewerb um den Tschammerpokal bei der 2:4-Niederlage auf der heimischen Bezirkssportanlage Bäuminghausstraße sein einziges Pokalspiel für Vereinsmannschaften, nachdem seine Mannschaft zuvor ein torloses Unentschieden in Duisburg erstritten hatte. In seiner letzten Saison belegte er mit seiner Mannschaft den sechsten Platz.

### Auswahlmannschaft
Als Spieler der Gauauswahlmannschaft Niederrhein nahm er 1942 am Wettbewerb um den Reichsbundpokal teil. Nachdem seine Mannschaft sich im Achtelfinale mit 3:1 über die Gauauswahlmannschaft Baden, im Viertelfinale mit 6:2 über die Gauauswahlmannschaft Kurhessen und mit ihm im Halbfinale mit 1:0 über die Gauauswahlmannschaft Donau-Alpenland durchzusetzen wusste, bestritt er auch das am 15. November 1942 im Essener Uhlenkrugstadion mit 2:1 über die Gauauswahlmannschaft Nordmark gewonnene Finale.

## Erfolge
- Gaumeister Niederrhein 1941
- Reichsbundpokal-Sieger 1942